# 고텐바정
고텐바정(일본어: 御殿場町)은 일본 시즈오카현의 북동, 슨토군에 속했던 정이다. 현재의 고텐바시에 해당한다.

## 역사
- 1889년 4월 1일 - 정촌제 시행에 의해 슨토군 미쿠리야정이 성립하였다.
- 1914년 - 고텐바정으로 개칭되었다.
- 1955년 2월 11일 - 하라사토촌, 다마호촌, 인노촌, 후지오카촌과 합병해, 고텐바시

## 교통

### 철도
- 일본국유철도
  - 고텐바선
- 고텐바 마차철도

## 참고 문헌
- 角川日本地名大辞典編纂委員会,『角川日本地名大辞典 22 静岡県』, 角川書店, 1978年, ISBN 4040012208